# Hermann Billung
 Der er for få eller ingen kildehenvisninger i denne artikel, hvilket er et problem. Du kan hjælpe ved at angive troværdige kilder til de påstande, som fremføres i artiklen.

Hermann af Sachsen (fødselsår ukendt, død i Quedlinburg i 973) var en tysk fyrste af slægten Billung. 

## Liv og gerning
I 936 blev han tildelt titlen markgreve af Otto den Store som tak for hans deltagelse i overvindelsen af redarierne, obotritterne, vagrierne og danerne. 
I 940 blev han greve af Wetigau og i 953 udnævnte Otto ham til sin stedfortræder i Sachsen, hvilket de facto gjorde ham til hertug, uden at han havde titlen. Herman formåede at fordrive sine nevøer Wichmann II og Ekbert enøje, som sympatiserede med oprørerne fra Sachsen. I 955 optrådte Hermann Billung som greve i Tilithigau og Marstengau, og i 956 blev han udnævnt til markgreve. 
Under sin rejse til Italien i 956 og til Rom i 961 udnævnte Otto Herman på ny som sin stedfortræder i Sachsen.

## Ægteskaber og børn
Herman var gift med Oda og senere med Hildeshuith (Hildegard), og med dem havde han børnene:
- Bernhard I af Sachsen (-1011)
- Ludger (-1011)
- Suanehilde (-1014) gift med markgreve Thietmar I af Meißen (-979) og derefter med markgreve Ekhard I af Meißen (-1002)
- Imma, abbedisse i Herford
- Mathildis (942-1008) gift i 961 med grev Boudewijn III af Flandern (940-962) og i 963 med grev Gottfried af Verdun (930-1002).